# Pseudagrion chloroceps
Pseudagrion chloroceps là một loài chuồn chuồn kim trong họ Coenagrionidae.
Pseudagrion chloroceps được miêu tả khoa học năm 1953 bởi Fraser.